# San Carlos Sija
San Carlos Sija è un comune del Guatemala facente parte del dipartimento di Quetzaltenango.
L'abitato venne fondato da Bernal Díaz del Castillo nel 1526.